# Свінціцький Анатолій Станіславович
Анатолій Станіславович Свінціцький (пол. Anatol Święcicki; 2 травня 1948 - 29 січня 2020) — український лікар, науковець, педагог, доктор медичних наук (1991), професор (1995), академік АН ВШ України (2007). Завідувач терапевтичних кафедр Національного медичного університету імені О. Богомольця (1990–2020). Головний редактор журналу «Практикуючий лікар» (2012–2020).

## Біографія
Народився 2 травня 1948 року. У 1975 році закінчив з відзнакою лікувальний факультет Київського медичного інституту імені О.О. Богомольця. У 1981 році захистив кандидатську дисертацію на тему: «Функциональное состояние миокарда и его изменения в процессе лечения у больных инфекционно-аллергической формой бронхиальной астмы». У 1985 році обраний на посаду доцента, а в 1990 році — завідувача кафедри госпітальної терапії № 2 (у 2008-2017 роках — внутрішньої медицини № 3, з 2017 року — внутрішніх хвороб стоматологічного факультету). У 1991 роцу захистив докторську дисертацію на тему: «Состояние гастродуоденальной системы при основных ревматических заболеваниях». У 2005–2008 роках — декан з інтернатури і підвищення кваліфікації лікарів, протягом 2008–2013 років — проректор з науково-педагогічної, лікувальної роботи та післядипломної освіти НМУ. Мав вищу лікарську кваліфікаційну категорію з терапії. Учень професора Анатолія Петровича Пелещука.

## Наукова діяльність
Автор понад 870 наукових праць, зокрема 10 підручників, 39 навчальних посібників, 13 монографій, 5 довідників, 35 патентів.
Був науковим консультантом 4 докторів наук та науковим керівником 27 кандидатів наук.
Основні наукові дослідження стосуються вивчення особливостей виникнення та перебігу патології органів шлунково-кишкового тракту в умовах супутнього ураження опорно-рухового апарату та дії радіоактивного чинника, а також розробки сучасних алгоритмів діагностики та лікування цих коморбідних станів. Він першим описав особливості ураження слизової оболонки шлунка у хворих на ревматоїдний артрит.
Анатолій Станіславович одним із перших у вітчизняній медичній науці та практиці започаткував вивчення гастропатій, асоційованих із прийманням нестероїдних протизапальних препаратів. Він виконав фундаментальні дослідження щодо вивчення функціонального стану міокарда та його змін у процесі лікування хворих на інфекційно-алергічну форму бронхіальної астми.

## Громадська діяльність
У 2003—2006 роках був позаштатним консультантом Комітету Верховної Ради України з питань охорони здоров'я, материнства і дитинства, брав участь у розробці ряду законопроєктів з питань медицини.
Член Державного формулярного комітету МОЗ України, Президії Асоціації ревматологів України, Правління Українського товариства терапевтів, проблемної комісії МОЗ і НАМН України «Гастроентерологія», спеціалізованих вчених рад Д 26.616.01 з кардіології та ревматології при ДУ «Національний науковий центр "Інститут кардіології імені М. Д. Стражеска"» НАМН України" і Д 26.003.08 з внутрішніх хвороб, гастроентерології, кардіології та ревматології при Національному медичному університеті імені О. Богомольця тощо. З 1999 року — координатор навчальної програми спільного проєкту Міністерства охорони здоров'я України та благодійного фонду «Діти Чорнобиля» федеральної землі Нижня Саксонія (Німеччина).
Головний редактор науково-практичного видання «Практикуючий лікар», член редакційних рад і колегій низки медичних журналів, зокрема й закордонних: «Medycyna Praktyczna» (Польща), «Reumatologia/Rheumatology» (Польща), «Developmental Period Medicine (Medycyna Wieku Rozwojowego)» (Польща), «Ginekologia i Położnictwo medical project» (Польща).

## Нагороди
За вагомі здобутки у розвитку медичної науки та практики професора А. С. Свінціцького обрано дійсним членом Польської академії медицини (1998), Всесвітньої академії медицини імені Альберта Швейцера (1999), Академії наук вищої школи України (2007) та нагороджено багатьма почесними вітчизняними та закордонними відзнаками: нагрудним знаком «Відмінник освіти України» (1998), подяками голови Київської міської державної адміністрації (2001) і Варшавської лікарської палати (2015), почесними грамотами Київського міського голови (2002), Міністерства охорони здоров'я України (2004, 2007, 2009), голови Житомирської обласної державної адміністрації (2005), Вченої ради Національного медичного університету імені О. О. Богомольця (2018), відзнаками Київського міського голови «Знак Пошани» (2004), «Fellow Royal Scientist» Міжнародної колегії кардіологів (2010), «Гордість медицини України» Українського медичного клубу (2016), медалями імені М. Д. Стражеска «За заслуги в охороні здоров'я» АМН України (2001), Миру в пам’ять про Нагасакі Всесвітньої академії медицини імені Альберта Швейцера (2005), імені Єжи Москви Варшавської лікарської ради (2010), імені д-ра Владислава Бєганьського Ченстоховського лікарського товариства (2011), "Laudabilis" Варшавської лікарської палати (2013), «Gloria Medicinae» Польського лікарського товариства (2013), Міжнародною премією суспільної довіри «Golden OTIS» (2013), Кавалерським хрестом ордену «За заслуги перед Республікою Польща» (2014) тощо. У 1997 ноці за монографію «Гастроентерологія» присуджена Премія НАН України імені Ф. Г. Яновського.